# Ulster Volunteer Force
Pour la milice créée en 1912, voir Ulster Volunteers.
L'Ulster Volunteer Force (UVF, français : Force volontaire d'Ulster) est un groupe paramilitaire loyaliste d'Irlande du Nord, fondé en 1966. Son objectif affiché est de lutter contre l'IRA et pour le maintien de l'Irlande du Nord dans le Royaume-Uni. Le nom vient des Ulster Volunteers, créés en 1912 pour défendre l'union entre l'Irlande et la Grande-Bretagne.

## Histoire

### Origines
Depuis 1964 le Mouvement pour les droits civiques en Irlande du Nord qui luttait contre les discriminations à l'encontre des catholiques d'Irlande du Nord prenait de plus en plus d'ampleur. Par peur de voir ce mouvement prendre trop d'ampleur, un mouvement opposé est lancé en 1966 par des syndicalistes loyalistes. Ian Paisley un révérend protestant et les loyalistes de l'Ulster fondent en avril 1966 le "Comité de défense de la Constitution d'Ulster" ainsi que sa branche paramilitaire "Ulster Protestant Volunteers". Leur but est de lutter contre le mouvement des droits civiques et aussi contre le gouvernement de Terence O'Neill premier ministre d'Irlande du Nord, bien que loyaliste, il est jugé trop doux et complaisant envers la république d'Irlande 

### Débuts
La première attaque du groupe intervient 7 mai 1966, les loyalistes font exploser une bombe au pétrole dans un pub appartenant à des catholiques dans le quartier de Shankill à Belfast. L'incendie provoqué par l'explosion blesse sévèrement Mathilda Gould, une protestante de 77 ans, qui succomba le 27 juin de ses blessures. Le groupe responsable de l'attentat se réclame de « Ulster Volunteer Force » (UVF) en référence au Ulster Volunteers du début des années 1910.
Le groupe était dirigé par Gusty Spence, ancien soldat de l'armée britannique. Spence a affirmé avoir été approché en 1965 par deux hommes, dont l'un était un député du parti unioniste d'Ulster, qui lui ont dit que l'UVF devait être rétablie et qu'il devait avoir la responsabilité du Shankill.
Le 21 mai, le groupe fait une déclaration :  

« À partir de ce jour, nous déclarons la guerre à l'Armée républicaine irlandaise et à ses groupes dissidents. Les hommes connus de l'IRA seront exécutés sans pitié et sans hésitation. Des mesures moins extrêmes seront prises contre quiconque les abritera ou les aidera, mais s'ils persistent à leur porter secours, alors des méthodes plus extrêmes seront adoptées. ... nous avertissons solennellement les autorités de ne plus faire de discours d'apaisement. Nous sommes des protestants lourdement armés et dévoués à cette cause. »

— Nelson, Sarah., Ulster's uncertain defenders : Protestant political, paramilitary, and community groups, and the Northern Ireland conflict
Le 27 mai, Spence envoie 4 membres de l'UVF tuer Leo Martin, un membre de l'IRA, qui habite à Belfast. Ne trouvant pas leur cible, le groupe se met à la recherche de n'importe quel catholique dans le quartier Républicain de Falls Road. John Scullion un civil catholique de 28 ans se fait tirer dessus devant sa porte par le commando, il mourra le 11 juin de ses blessures. John Scullion est considéré comme étant la première victime de ce que l'on appellera plus tard "Les troubles" ou "Conflit nord-Irlandais". Spence écrira plus tard:  

« À l'époque, l'attitude était que si vous ne pouviez pas trouver un homme de l'IRA, vous deviez tirer sur un Taig, c'est votre dernier recours. »

— Martin Dillon, The Shankill Butchers
The Real Story of Cold-Blooded Mass Murder
Un "Taig" est une expression Irlandaise pour désigner un catholique.
Le 26 juin 1966 un groupe de l'UVF mené par Gusty Spence le commandant militaire de l'UFV tirent sur 3 civils catholiques sortant d'un pub à Belfast. Peter Ward un jeune homme de 18 ans est tué sur le coup tandis que les 2 autres victimes sont très sévèrement touchées,. Le 28 juin 1966 deux jours après l’assassinat de Peter Ward le gouvernement d'Irlande du Nord déclare l'UFV comme organisation illégale. Spence et 3 autres hommes furent arrêtés très peu de temps après l’assassinat  et il fut condamné à la prison à perpétuité en Octobre 1966. Il nomma Samuel McClelland à la tête de l'organisation.

### L’escalade de la violence
En 1969, le mouvement pour les droits civiques avait pris de l'ampleur et il s’était transformé en protestation, à tel point qu'O'Neil le premier ministre leur avait accordé certaines concessions. Les éléments les plus radicaux de l'UVF et l'UPF n'acceptant pas cette alternative décident de placer des bombes dans plusieurs installations électriques et de traitement des eaux en Irlande du nord. Les loyalistes accusent immédiatement l'IRA d'être responsable de ces attentats. La stratégie de l'UFV était d'instaurer un chaos en Irlande du Nord pour raviver le sentiment unioniste et surtout affaiblir O'Neil à tel point que son maintien au pouvoir serait impossible. Après une série d’attentats le 30 mars, 4, 20, 24 et 26 avril, O'Neil décide d'annoncer sa démission le 28 avril 1969.
Le 12 aout 1969 commence la bataille du Bogside à Derry qui commença comme une simple manifestation contre les traitements anti-catholiques en Irlande du nord. Cette manifestation tourna très rapidement à l'émeute puis à l'affrontement urbain entre les nationalistes irlandais et la Police royale de l'Ulster. Le gouvernement d'Irlande du Nord fit appel B-men une unité auxiliaire de la police quasi militaire mais composée uniquement de protestants unionistes pour beaucoup anciens membres de les Ulster volunteers. Cela ne fit que jeter de l'huile sur le feu car cette unité était haïe des Nationalistes. De plus, la décision de l'Irlande d'envoyer une partie de son armée à la frontière pour ouvrir un hôpital de campagne a eu pour effet de mettre en rogne tous les unionistes qui craignaient une incursion de l'armée en Irlande du Nord. Cette bataille s'acheva le 14 aout 1969 avec l'arrivée de l'armée anglaise en Irlande du Nord pour rétablir l'ordre, un nombre très important de blessés dans les deux camps et beaucoup de maisons détruites. De plus, cela a eu pour conséquences de vraiment exacerber les tensions entre les deux communautés.
Le 12 octobre 1969, une manifestation unioniste vire à l'émeute, durant celle-ci un membre de l'UFV abat un policier de la Police royale de l'Ulster Victor Arbuckle, il est le premier policier à se faire tuer durant le conflit nord-irlandais.
L'UVF et l'UPV lancèrent leurs premières attaques contre la république d'Irlande le 5 aout 1969 en mettant une bombe à Dublin dans les locaux de la RTE, la télévision publique d’Irlande. Il y a eu d'autres attaques en Irlande entre aout et décembre 1969 notamment contre des monuments ou stations électrique. Le 19 octobre, Thomas McDowell membre de l'UVF et l'UPF s’électrocuta alors qu'il était en train de poser une bombe dans un station électrique, il mourra 3 jours plus tard de ses blessures. l'UVF revendiquera l'attaque et indiquera qu'ils ont agi car la république d'Irlande avait refusé d'enlever ses soldats stationnés près de la frontière,.

### 1970 - 1975
En janvier 1970, l'UVF commença à faire exploser les commerces détenus par des catholiques dans les zones protestantes de Belfast. Durant l'année 1970, 42 commerces de catholiques ont été détruits par les loyalistes, des églises catholiques ont également été attaqué durant cette période. Les loyalistes ont commencé a s'attaquer directement aux politiciens irlandais et nord-irlandais pro nationalistes en faisant exploser leurs maisons. De nombreux attentats ont eu lieu la même année en république d'Irlande, parmi les plus notables, l'explosion de la ligne de train entre Dublin et Belfast. Cette même année, l'UVF décida de s'attaquer à nouveau à la RTE en détruisant une antenne radio de 73m ce qui a coupé la diffusion de la radio dans une bonne partie de l'Irlande du Nord.
En décembre 1969, l'IRA se divisa en deux, une branche qui voulait s'axer sur une solution plus politique à la résolution du conflit : Official Irish Republican Army. Et l'autre branche beaucoup plus radical qui voulait résoudre le conflit par les armes : Armée républicaine irlandaise provisoire.
Le 5 janvier 1971, le conflit prit encore de l'ampleur avec le premier assassinat d'un soldat britannique, Robert Curtis, par un membre de l'IRA provisoire qui décida d’intensifier sa lutte contre l'armée et la Police royale de l'Ulster. La même année, les attentats dans les pubs se démocratisèrent. Cette année, l'UFV commit son méfait le plus meurtrier à Belfast de tout le conflit lors de l'explosion du pub McGurk's. 4 membres de l'UVF placent une bombe de 23 kg à proximité du pub le 4 décembre 1971, l'explosion fit 15 morts et 17 blessés. L'explosion fut si puissante que tous le bâtiment s'écroula sur lui-même. De nombreuses rumeurs circulent sur une possible implication d'agent britannique dans l'explosion mais rien n'a jamais été prouvé.
1972 fut l'année la plus violente du conflit, l'UVF aux côtés de la nouvellement formée "Ulster Defence Association" mènent une campagne armée contre la population catholique d’Irlande du Nord. Des attentats à l'aveugle sont commis contre de simples civils, des bombes sont posées devant des bars catholiques. Le 23 octobre 1972, l'UVF attaque un dépôt du Régiment de Défense de l'Ulster. Durant ce cambriolage, l'UVF vole un quantité importante de munitions, des pistolets mitrailleurs, des fusils d'assaut et des pistolets. L'UVF a surtout récupéré durant ce vol 20 tonnes de nitrate d'ammonium, un composant pour fabriquer des explosifs.
Elle est placée sur la liste officielle des organisations terroristes du Royaume-Uni et des États-Unis.
Pendant le conflit nord-irlandais, l'UVF s'est rendue responsable de 426 morts dont une grande majorité de civils catholiques irlandais.
Le 27 juin 2009, l'Ulster Volunteer Force achève officiellement son désarmement.
En 2020, le PSNI évalue à 12 500 le nombre de membres de l'UVF et de l'UDA en cas de reprise des affrontements communautaires (5000 pour l'UDA et 7500 pour l'UVF).

### Filmographie
- 2009 : Five Minutes of Heaven de Oliver Hirschbiegel